# Adramelech

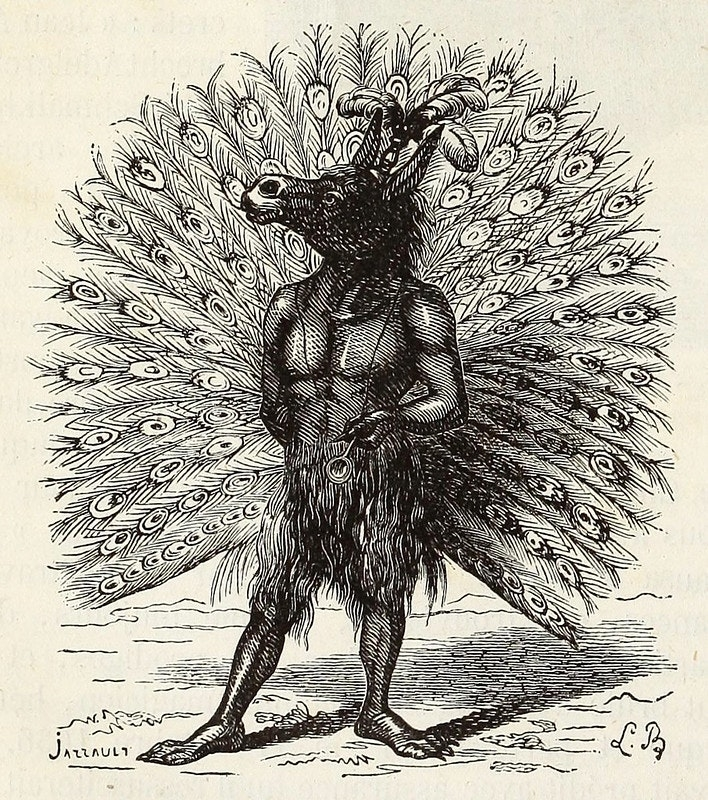
Image d'Adramelech tirée du Dictionnaire infernal.

Adramelech, également appelé Adrammalech ou Adrammélek, est un démon, grand chancelier des Enfers, intendant de la garde-robe du souverain des démons, président du haut-conseil des diables. Il était adoré des Assyriens et notamment à Sépharvaïm, où ils brûlaient des enfants sur ses autels. Il revêt l'apparence d'un paon ou d'un mulet ou d'un dragon selon les rabbins ou encore revet la forme d'un homme à tête de hibou,. 
C’est le 8e des 10 archidiables ; chancelier de l'ordre de la mouche (grand-croix), un ordre fondé par Belzébuth.
Il a également été lié à l'ange Asmodée, en tant que l'un des trônes puissants.
Le nom d'Adramelech est cité par Anton Szandor Lavey parmi les noms infernaux de sa Bible Satanique.

## Dans les arts
Le nom d'Adramelech a été repris par un groupe de Death Metal finlandais fondé en 1991 à Loimaa.
Valère Novarina a écrit un texte intitulé Le Monologue d'Adramelech et joué notamment au Festival d'Avignon.
Le nom d'Adrammelech fut également donné à une créature invoquée (EON) du jeu vidéo Final Fantasy XII et il serait également la divinité tutélaire des Vangaas dans Final Fantasy Tactics Advance.
Adramelech est également le quatrième boss du jeu vidéo Castlevania: Circle of the Moon.
Dans le film d'horreur de 2013 Speak No Evil (en), une des enfants possédés par le démon, Joey, grave de ses doigts ensanglantés le nom du démon Adramelech sur le mur de sa chambre.
Adramelech est le principal antagoniste du roman Le Jour J du jugement de Graham Masterton.
Adramelech est le nom d'une arme impériale dans Akame ga Kill.
Adramelech est le nom d'un démon supérieur dans Black Clover.
Adramahlihk (vraisemblablement inspiré d'Adrammalech) est un antagoniste majeur du jeu Divinity: Original Sin II.
Adrammelich (vraisemblablement inspiré d'Adrammalech) est le nom du boss final dans Prince of War 2.